# Martin Christiansen
Martin Christiansen (Sandefjord, 21 agosto 1988) è un giocatore di calcio a 5 e calciatore norvegese, pivot del Sandefjord e centrocampista dell'Ullern.

## Carriera
Christiansen è attivo sia nel calcio che nel calcio a 5. Per quanto concerne quest'ultima attività, è in forza al Sandefjord a partire dalla stagione 2012-2013, in cui la squadra ha conquistato la promozione in Eliteserie. Ha poi contribuito alla vittoria finale nel campionato 2015-2016 ed alla conseguente partecipazione alla Coppa UEFA 2016-2017. Ha giocato una partita per la Norvegia, in occasione della sconfitta per 4-8 contro la Slovenia.
Per quanto riguarda il calcio, Christiansen ha cominciato a giocare nel Runar. Dal 2009 al 2011 è stato in forza al Træff. Nel 2012 è stato tesserato dall'Ullern. Al termine del campionato 2014, l'Ullern ha conquistato la promozione in 2. divisjon. La squadra ha fatto ritorno in 3. divisjon al termine della stagione 2016.

## Statistiche

### Presenze e reti nei club
Statistiche aggiornate al 12 luglio 2017.
| Stagione      | Club          | Campionato    | Campionato | Campionato | Coppe nazionali | Coppe nazionali | Coppe nazionali | Coppe continentali | Coppe continentali | Coppe continentali | Supercoppe | Supercoppe | Supercoppe | Totale | Totale |
| Stagione      | Club          | Comp          | Pres       | Reti       | Comp            | Pres            | Reti            | Comp               | Pres               | Reti               | Comp       | Pres       | Reti       | Pres   | Reti   |
| ------------- | ------------- | ------------- | ---------- | ---------- | --------------- | --------------- | --------------- | ------------------ | ------------------ | ------------------ | ---------- | ---------- | ---------- | ------ | ------ |
| 2006          | Runar         | 3D            | ?          | ?          | CN              | ?               | ?               | -                  | -                  | -                  | -          | -          | -          | ?      | ?      |
| 2007          | Runar         | 3D            | ?          | ?          | CN              | ?               | ?               | -                  | -                  | -                  | -          | -          | -          | ?      | ?      |
| 2008          | Runar         | 4D            | ?          | ?          | CN              | ?               | ?               | -                  | -                  | -                  | -          | -          | -          | ?      | ?      |
| Totale Runar  | Totale Runar  | Totale Runar  | ?          | ?          |                 | ?               | ?               |                    | -                  | -                  |            | -          | -          | ?      | ?      |
| 2009          | Træff         | 3D            | ?          | ?          | CN              | ?               | ?               | -                  | -                  | -                  | -          | -          | -          | ?      | ?      |
| 2010          | Træff         | 3D            | ?          | ?          | CN              | ?               | ?               | -                  | -                  | -                  | -          | -          | -          | ?      | ?      |
| 2011          | Træff         | 3D            | ?          | ?          | CN              | ?               | ?               | -                  | -                  | -                  | -          | -          | -          | ?      | ?      |
| Totale Træff  | Totale Træff  | Totale Træff  | ?          | ?          |                 | ?               | ?               |                    | -                  | -                  |            | -          | -          | ?      | ?      |
| 2012          | Ullern        | 3D            | 22         | 4          | CN              | 1               | 0               | -                  | -                  | -                  | -          | -          | -          | 23     | 4      |
| 2013          | Ullern        | 3D            | 26         | 8          | CN              | 4               | 0               | -                  | -                  | -                  | -          | -          | -          | 30     | 8      |
| 2014          | Ullern        | 3D            | 24         | 1          | CN              | 2               | 0               | -                  | -                  | -                  | -          | -          | -          | 26     | 1      |
| 2015          | Ullern        | 2D            | 24         | 3          | CN              | 1               | 0               | -                  | -                  | -                  | -          | -          | -          | 25     | 3      |
| 2016          | Ullern        | 2D            | 9          | 1          | CN              | 0               | 0               | -                  | -                  | -                  | -          | -          | -          | 9      | 1      |
| 2017          | Ullern        | 3D            | 4          | 0          | CN              | 0               | 0               | -                  | -                  | -                  | -          | -          | -          | 4      | 0      |
| Totale Ullern | Totale Ullern | Totale Ullern | 109        | 17         |                 | 8               | 0               |                    | -                  | -                  |            | -          | -          | 117    | 17     |
| Totale        | Totale        | Totale        | 109+       | 17+        |                 | 8+              | 0+              |                    | -                  | -                  |            | -          | -          | 117+   | 17+    |